# 丸島橋
丸島橋（まるしまばし）は、兵庫県尼崎市臨海部の西堀運河に架かる橋。かつては跳開式可動橋であった。

## 概要
1958年（昭和33年）に可動橋として新設された。1977年（昭和52年）にほぼ同形式で架け替えられ、橋幅が3.6mから12mに拡張された。可動構造は、中央の桁が油圧式で西側へ跳ね上がる仕組みになっていた。
2007年（平成19年）7月から固定橋とするための架け替え工事が始まり、2010年（平成22年）に工事が終了した。旧可動橋は2012年（平成24年）、現橋近くの西堀運河沿いに可動部が固定されたモニュメントとして設置された。
同橋の架け替えにより、尼崎市内の可動橋は東高洲橋のみとなった。

## ギャラリー

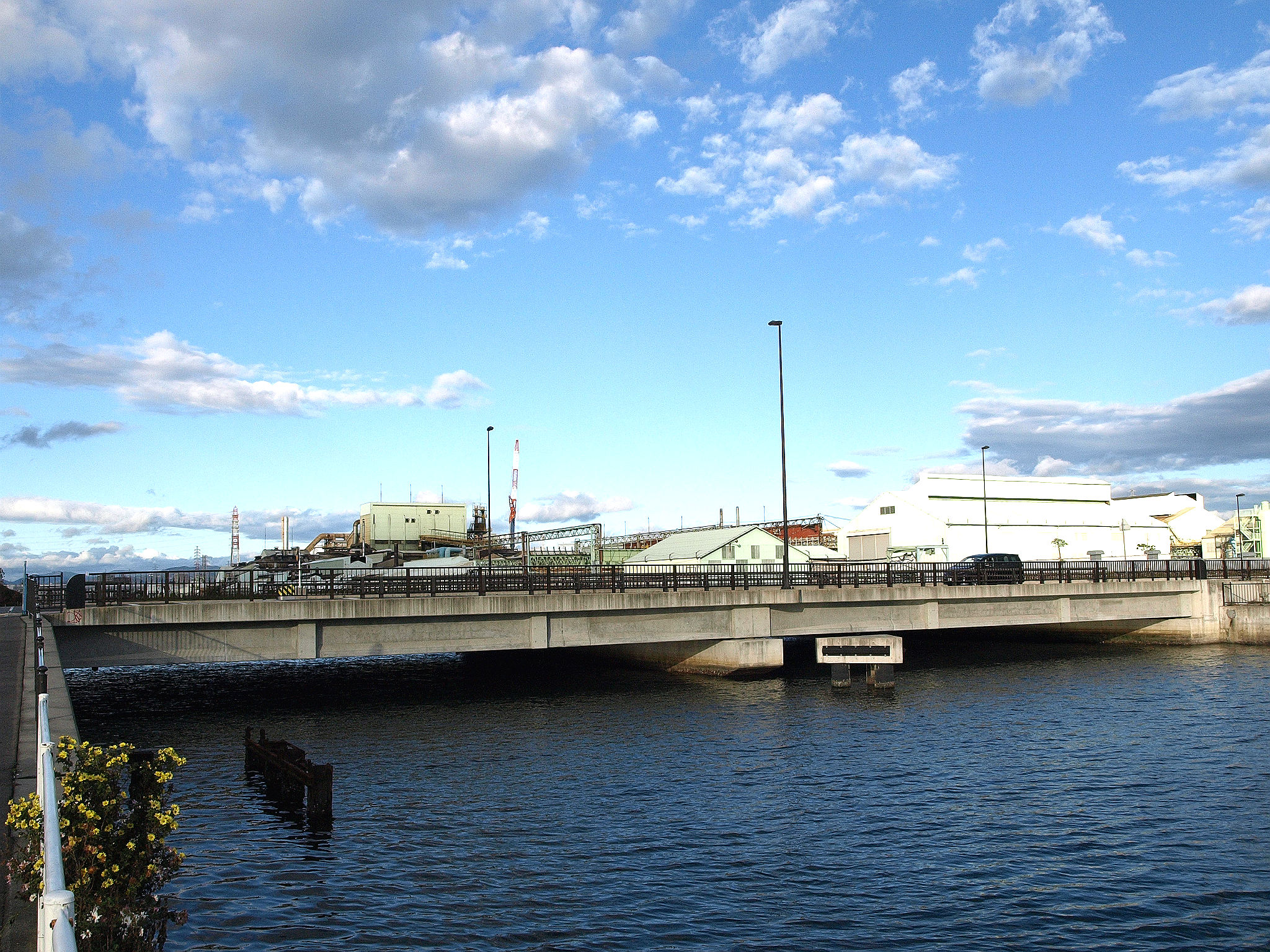
現在の丸島橋（2010年竣工）
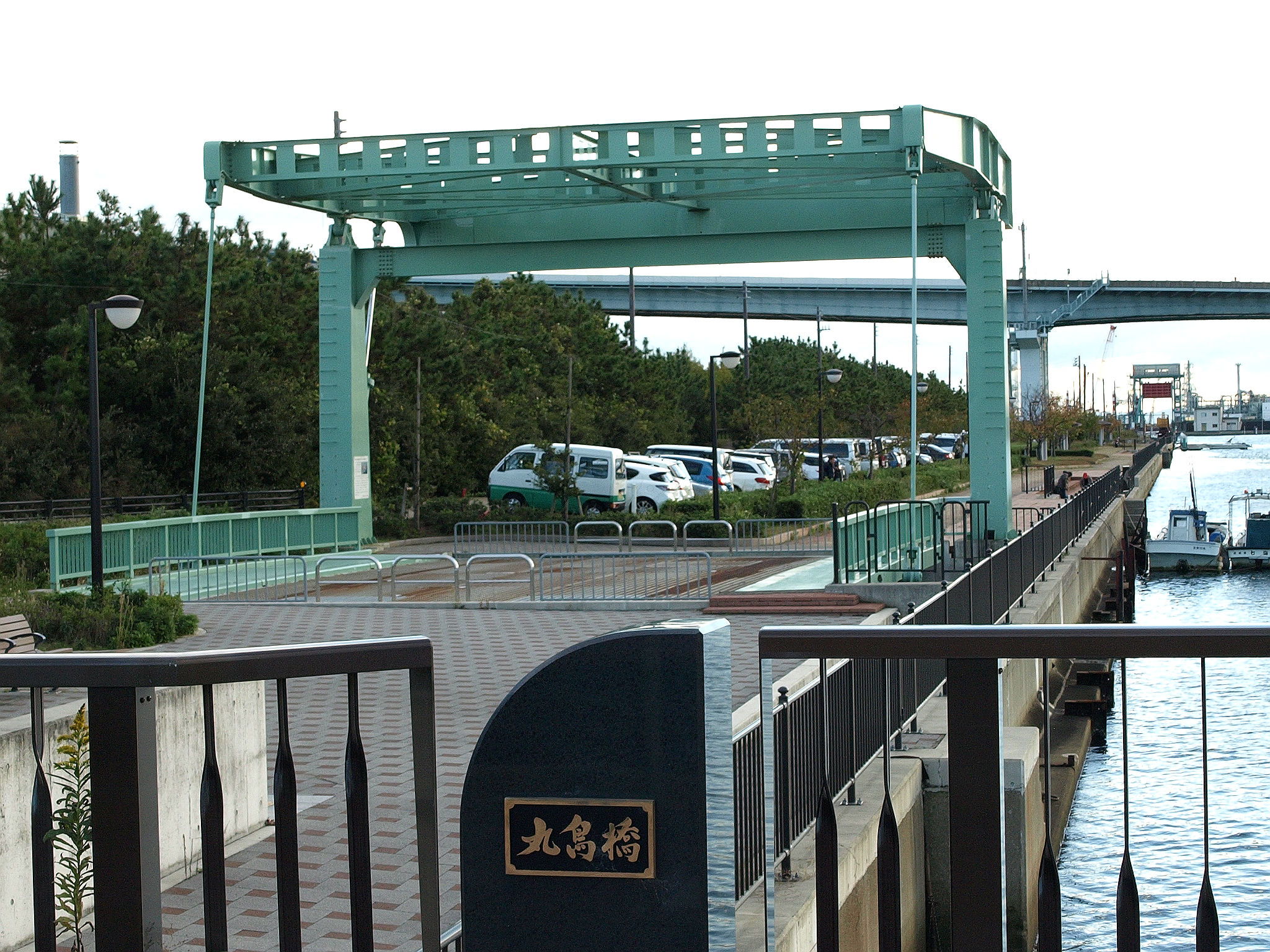
現橋より旧可動橋を臨む　奥は丸島水門
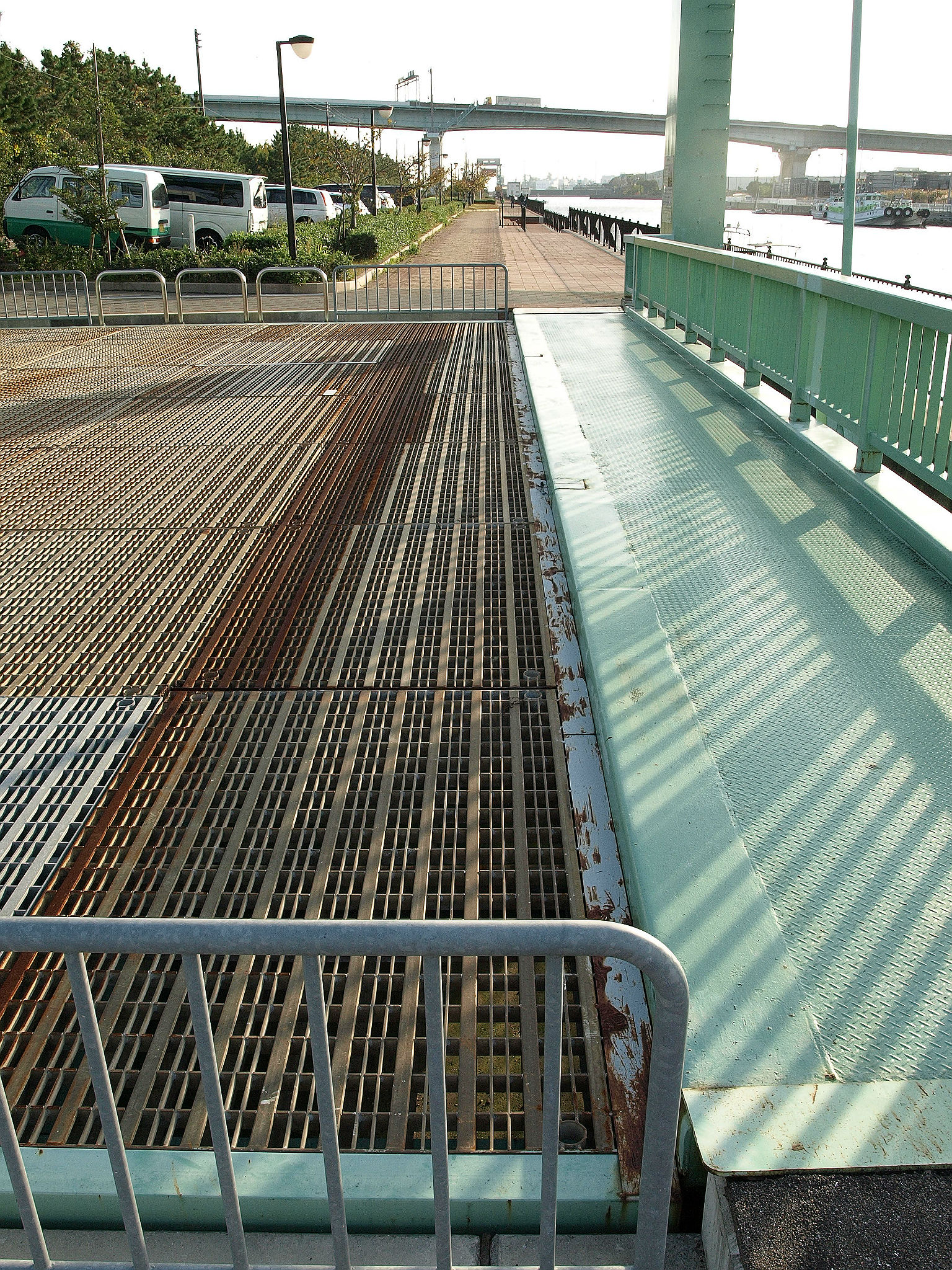
旧可動橋の路面部分